# Саздо Ямболов
Саздо Йосифов Ямболов е български революционер, четник, деец на Вътрешната македоно-одринска революционна организация.

## Биография
Саздо Ямболов е роден е в Кратово, тогава в Османската империя, днес в Северна Македония. Влиза във ВМОРО, четник е в Кратовско. След като родният му край попада в Сърбия след Междусъюзническата война Ямболов продължава революционната си дейност. В 1914 година е четник на Дончо Ангелов, а в 1915 година на Кръсто Лазаров и отново на Дончо Ангелов.
През Първата световна война, по случай 15-ата годишнина от Илинденско-Преображенското въстание, е награден с бронзов медал „За заслуга“, на военна лента, с корона, за заслуги към постигане на българския идеал в Македония.